# هيو بيفر
السِّير هيو آير كامبل بيفر (بالإنجليزية: Sir Hugh Eyre Campbell Beaver؛ 4 مايو 1890 – 16 يناير 1967) كان مهندسًا مدنيًا وصناعيًا بريطانيًا من أصول جنوب أفريقية. عُرف بتأسيسه موسوعة غينيس للأرقام القياسية (التي عُرفت آنذاك باسم كتاب غينيس للأرقام القياسية)، وشغل مناصب عليا في القطاعين الحكومي والخاص، من أبرزها منصب المدير العام لوزارة الأشغال البريطانية، ومديرًا عامًا لشركة غينيس.

## النشأة والتعليم
وُلد بيفر في مدينة جوهانسبرغ، وتلقّى تعليمه في كلية ولينغتون بإنجلترا. بعد تخرّجه، خدم لمدة عامين في الشرطة الإمبراطورية الهندية، وهو جهاز أمني تابع لبريطانيا في الهند آنذاك. عاد إلى المملكة المتحدة عام 1921، والتحق بشركة Sir Alexander Gibb & Partners للهندسة المدنية، حيث عمل مساعدًا للمؤسس ألكسندر جيب.

## المسيرة المهنية
وبطلب من رئيس وزراء كندا ريتشارد بينيت، قاد بيفر بعثة لتطوير الموانئ الكندية، وكان من أبرز إنجازاته إعادة بناء ميناء سانت جون في نيو برونزويك بعد الحريق الكبير عام 1931. وقد عُيّن لاحقًا شريكًا في الشركة، وركّز على إعادة تأهيل المناطق الصناعية الراكدة في بريطانيا.
خلال الحرب العالمية الثانية، تولّى منصب المدير العام لوزارة الأشغال البريطانية، وأشرف على برامج البنية التحتية في زمن الحرب. وفي عام 1943، مُنِح لقب قب الفارس الحَدَث تقديرًا لجهوده، ثم شارك بعد الحرب في لجنة "المدن الجديدة" المعنية بإعادة إعمار المناطق الحضرية.
في عام 1945، انضم بيفر إلى شركة غينيس كنائب للمدير العام، وتسلّم إدارتها العامة في العام التالي. أشرف على تحديث مرافقها، ووسّع نطاق أنشطتها التجارية والصناعية. وفي عام 1951، وخلال رحلة صيد، دار نقاش بينه وبين عدد من أصدقائه حول أسرع طائر في أوروبا، لكنه لم يجد مرجعًا موثوقًا يحسم الجدل. من تلك الحادثة انبثقت فكرة موسوعة غينيس للأرقام القياسية، التي نُشرت للمرة الأولى عام 1955، وحققت نجاحًا عالميًا فور صدورها.
بعد كارثة الضبخان الكبير عام 1952 في لندن، ترأّس بيفر لجنة حكومية للتحقيق في التلوث الهوائي، والتي أفضت نتائجها إلى إقرار قانون الهواء النظيف لسنة 1956. كما شغل بيفر عددًا من المناصب الرفيعة في هيئات صناعية وعلمية بارزة، إذ ترأّس لجنة إنشاء محطات الطاقة بين عامي 1952 و1953، ثم تولّى رئاسة المعهد البريطاني للإدارة من 1951 إلى 1954، كما قاد المجلس الاستشاري التابع لوزارة البحوث العلمية والصناعية بين 1954 و1956. وفي عام 1957، أصبح رئيسًا لاتحاد الصناعات البريطانية، ثم تولّى لاحقًا رئاسة الجمعية الإحصائية الملكية خلال الفترة 1959–1960، كما شغل منصب مدير هيئة تنمية المستعمرات البريطانية.
نال بيفر عام 1956 وسام الفارس القائد من رتبة الإمبراطورية البريطانية، تكريمًا لإسهاماته المتعددة في مجالات الإدارة والهندسة والسياسات البيئية.

## الوفاة
توفي في العاصمة البريطانية لندن بتاريخ 16 يناير 1967، نتيجة قصور في القلب، ودُفن في كنيسة الثالوث الأقدس الواقعة في قرية بنن التابعة لمقاطعة باكينغهامشير.